# Erikstad
Erikstad är kyrkbyn i Erikstads socken i Melleruds kommun i Dalsland. SCB avgränsade här en småort från 1990 till 2023.
I närheten av Erikstads kyrka finns en ruin av den medeltida kyrkan.